# Пла, Хосефина
Хосефина Пла (исп. Josefina Pla, 1903—1999) — парагвайская поэтесса, а также драматург, автор романов и рассказов, литературный критик. Успешно занималась художественной керамикой.
Известна также как общественный деятель, борец за права женщин.

## Краткая биография
Хосефина Пла родилась на Канарских островах, на маленьком островке Лобос, находящемся в двух километрах к северу от острова Фуэртевентура. Точная дата её рождения неизвестна. Аргентинский поэт Рауль Амарал (1918—2006), её биограф и исследователь её творчества, считает, что день её рождения — 8 ноября 1903 года.
В детстве и юности она жила в разных городах Испании (её отец был муниципальным чиновником).
В 1924 году она познакомилась с парагвайским художником Andrés Campos Cervera, позже ставшим известным под псевдонимом Julián de la Herrería (Хулиан-кузнец) (1888—1937). Через два года они поженились. С 1926 году они жили в Парагвае, время от времени приезжая в Испанию. В 1934 году был опубликован сборник её стихотворений «Цена мечты». Эта книга, воспевающая любовь, принесла ей известность.
В 1937 году, во время их поездки в Испанию, её муж умер.
С конца тридцатых годов, после возвращения в Парагвай, она активно занималась поэзией, живописью и керамикой — и до конца своей жизни была в центре художественной и литературной жизни Парагвая.
Хосефина Пла — лауреат множества литературных премий, кавалер многих государственных наград Парагвая, Испании и других стран.

## Произведения
Автор многих сборников стихотворений. Некоторые из них:
- El precio de los sueños, 1934
- Una Novia para Josevai, 1950
- La raíz y la aurora, 1960
- Rostros en el agua, 1965
- Invención de la muerte, 1965
- Satélites oscuros, 1966
- El polvo enamorado, 1968
- Desnudo día, 1968
- Luz negra, 1975
- Antología Poética, 1927—1977
- Follaje del tiempo, 1982
- Tiempo y tiniebla, 1982
- Cambiar sueños por sombras, 1984
- La nave del olvido, 1985
- La llama y la arena, 1985
- Los treinta mil ausentes, 1985
- De la imposible ausente, 1996

На русском языке стихи Хосефины Пла впервые были опубликованы в 1975 году в сборнике «Поэзия Латинской Америки» — 170-м томе «Библиотеки всемирной литературы».

В озёрной глади, равнодушной ко всему на свете,
гнилушка стала радугой, а туча — островком.
Всё в зеркале берёт начало.
В обманных небесах болота
высиживала ветка лунного птенца,
а птица без иглы и нитки шила паруса…— Хосефина Пла. Из стихотворения «Всё в зеркале берёт начало». Перевод Н. Горской